# Adrie Lasterie

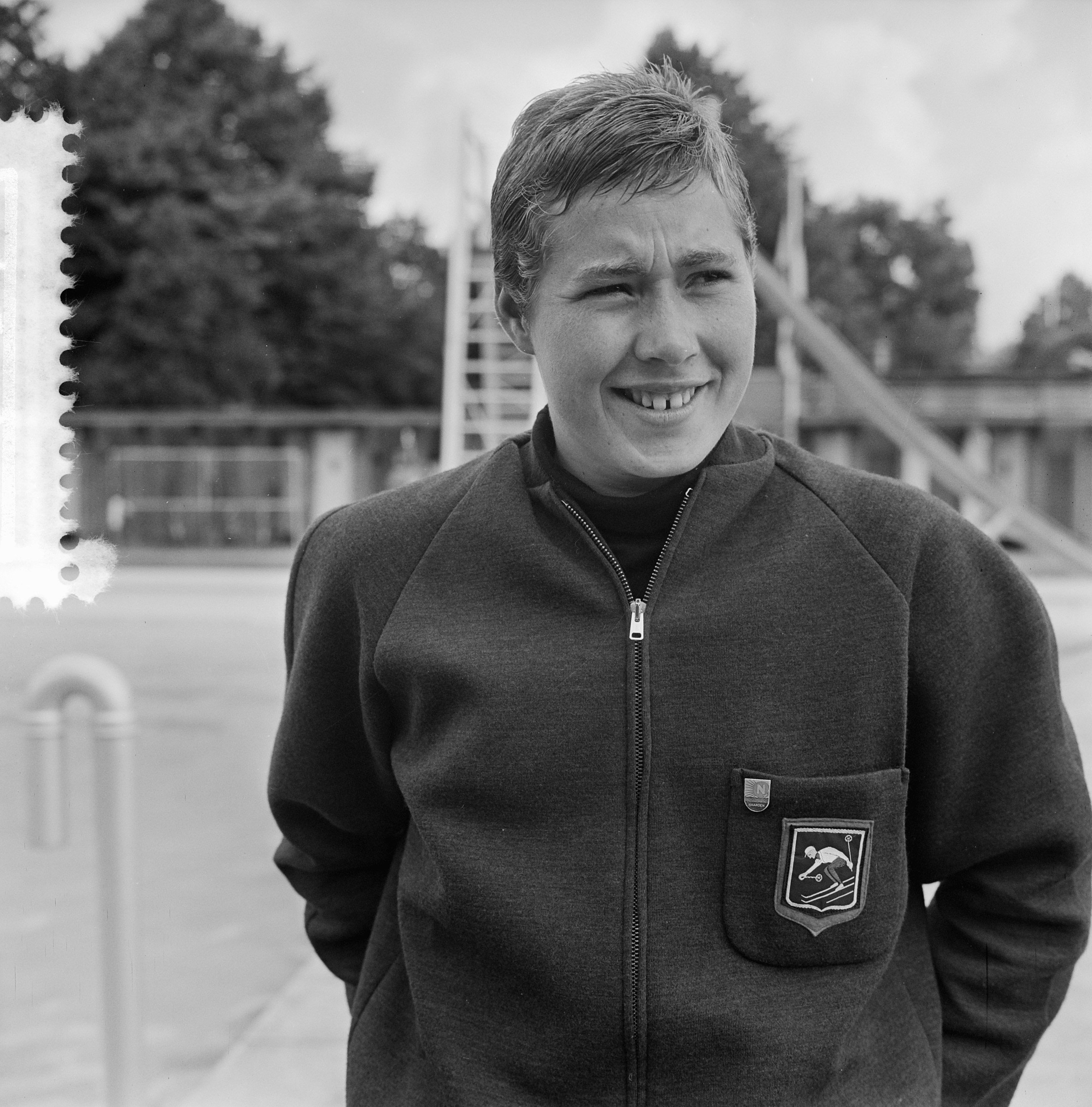
Adrie Lasterie (1964)

Aartje „Adrie“ Elisabeth Lasterie (* 16. Dezember 1943 in Hilversum; † 22. März 1991 in Naarden) war eine niederländische Schwimmerin. Sie gewann 1962 drei Goldmedaillen bei den Europameisterschaften.

## Karriere
Adrie Lasterie stellte 1961 einen Europarekord über 200 Meter Freistil auf, der erst vier Jahre später unterboten wurde. Allerdings wurde die 200-Meter-Freistildistanz in den frühen 1960er Jahren noch nicht bei großen Meisterschaften ausgeschwommen.
Bei den Schwimmeuropameisterschaften 1962 in Leipzig gewann Lasterie drei Goldmedaillen. Über 400 Meter Freistil siegte sie vor ihrer Landsfrau Ineke Tigelaar. Die 4-mal-100-Meter-Freistilstaffel mit Cocky Castelaars, Adrie Lasterie, Erica Terpstra und Ineke Tigelaar gewann den Titel vor der britischen Staffel. Schließlich siegte Lasterie auch im erstmals ausgetragenen 400-Meter-Lagen-Schwimmen mit neuem Europarekord vor der Britin Anita Lonsbrough.
1964 trat Lasterie bei den Olympischen Spielen in Tokio in drei Wettbewerben an. Sie belegte den 18. Platz über 100 Meter Schmetterling und den 12. Platz über 400 Meter Lagen. Im Staffelwettbewerb siegte die 4-mal-100-Meter-Lagenstaffel aus den Vereinigten Staaten vor der niederländischen Staffel mit Corrie Winkel, Klenie Bimolt, Ada Kok und Erica Terpstra. Die Niederländerinnen hatten das Finale mit der fünftbesten Zeit erreicht, wobei im Vorlauf Adrie Lasterie für Ada Kok geschwommen war. Lasterie erhielt für ihren Vorlaufeinsatz keine Medaille, diese Regelung wurde erst in den 1980er Jahren eingeführt.
Adrie Lasterie schwamm für den Verein ZV Naarden.